# بخش آگیره
بخش ایگویر (به اسپانیایی: Aguirre Department) یک سکونتگاه مسکونی در آرژانتین است که در ایالت سانتیاگو دل استرو واقع شده‌است.

## خصوصیات
بخش ایگویر ۳٬۶۹۲ کیلومترمربع مساحت و ۷٬۰۳۵ نفر جمعیت دارد.